# Rittergut Bertelsdorf

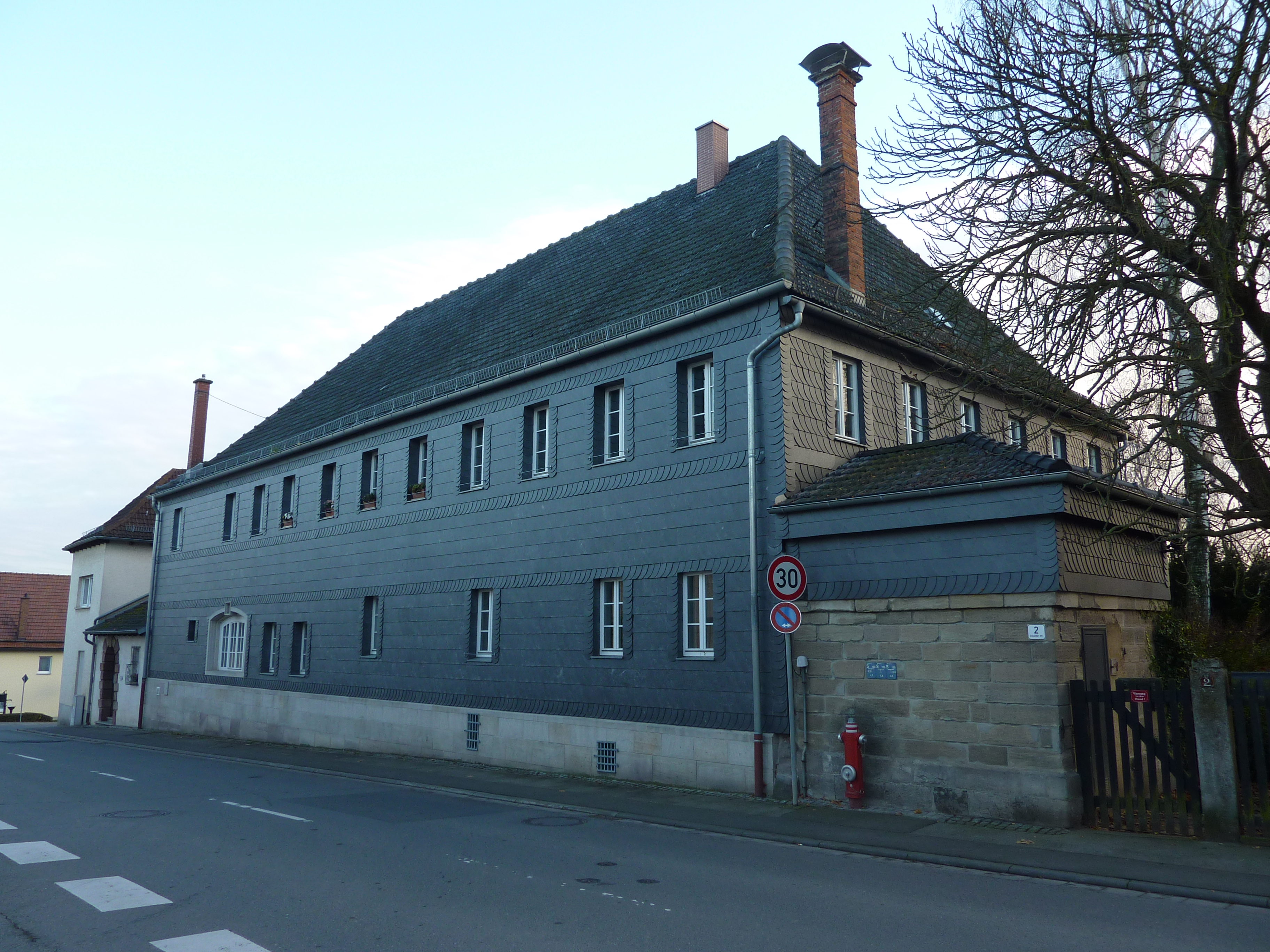
Rittergut Bertelsdorf

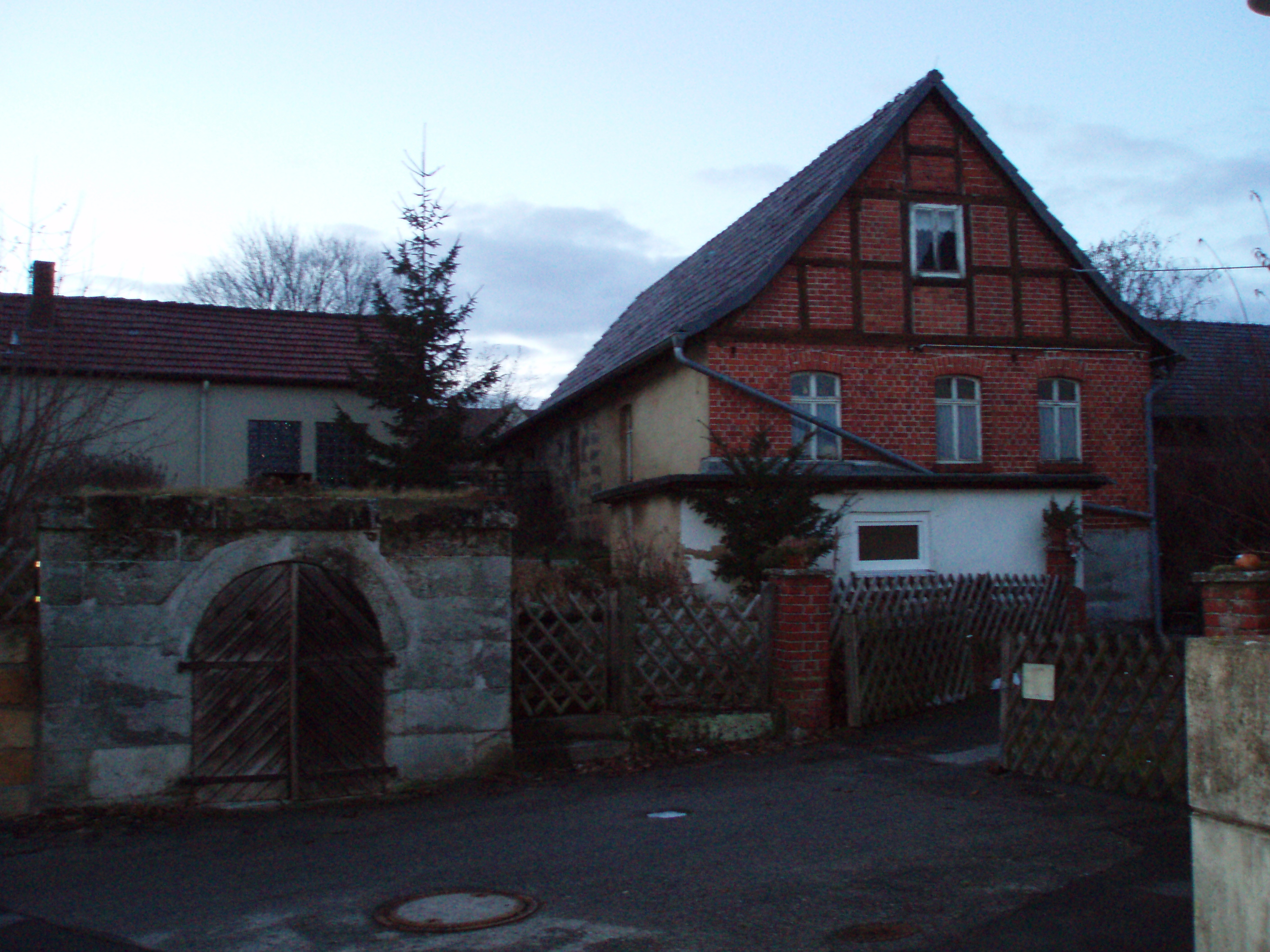
Ehemaliger Bierkeller

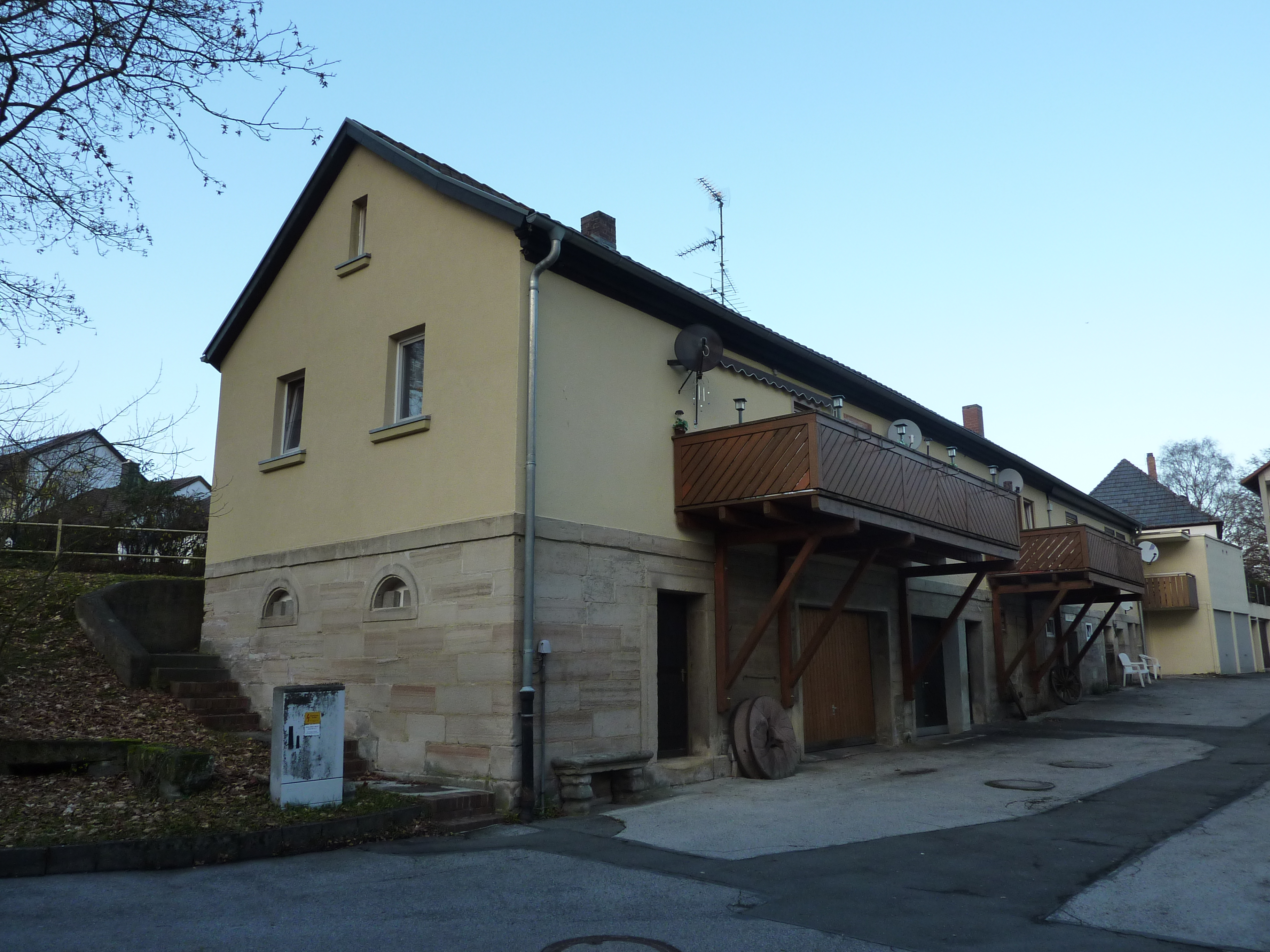
Ehemalige Gutsmühle

Das Rittergut Bertelsdorf ist im Kern eine Anlage aus dem 17. Jahrhundert. Von dem ursprünglichen Gut mit einer Vielzahl von Nebengebäuden ist nur das Hauptgebäude erhalten. Es befindet sich in Bertelsdorf, einem Stadtteil von Coburg in Oberfranken (Bayern).

## Geschichte
Am Ende des 18. Jahrhunderts übernahm die Familie Ehrlicher von dem Vorbesitzer Seysing das Rittergut mit allen Nebengebäuden und Ländereien und ließ unter Verwendung der alten Mauern des kleineren Vorgängerbaus ein neues Hauptgebäude errichten. Seitdem wurde das Anwesen auch Rittergut Ehrlicher oder Ehrlicherischer Hof genannt. In einem der Nebengebäude befand sich das Vogtei-Gericht, Sitz des Patrimonialgerichts. Zum Rittergut gehörte auch eine Getreidemühle, die erstmals im 15. Jahrhundert urkundlich erwähnt wurde. Sie wurde 1865 um eine Ölmühle erweitert.
Im Keller des Haupthauses waren eine Brennerei und eine Braustätte eingerichtet, die bis 1898 als Rittergutsbrauerei Ehrlicher betrieben wurden. Einer von mehreren Bierkellern im Oberen Mühlenweg ist erhalten. 1898 verkaufte die Familie Ehrlicher das gesamte Gut einschließlich beider Mühlen an Edmund Heubach, der sie bis 1918 betrieb. In den Jahren 1933 bis 1937 ließ Heubach die Getreidemühle als Wohnhaus umbauen, seit 1950 mit eigener Stromerzeugung.
Bis 1867 hatte die Familie Ehrlicher ihr Erbbegräbnis in Neuses bei Coburg. Seit Ende des 19. Jahrhunderts benutzte sie die Grablege an der Mühle, die dort noch als Familiengruft Ehrlicher-Kost-Herold-Heubach besteht.

## Anlage
Das Hauptgebäude, zweigeschossig auf  einer rechteckigen Grundfläche von etwa 25 × 8 Metern errichtet, besteht aus einem gemauerten Erdgeschoss und einem teilverschieferten Fachwerkobergeschoss. Das Gebäude mit elf zu sechs Fensterachsen im Obergeschoss hat ein ausladendes Walmdacht. Der Dachraum wurde nicht zu Wohnzwecken genutzt. Im Erdgeschoss, das man durch eine später eingefügte Haustür in klassizistischem Stil betritt, gelangt man durch einen weiten Flur zur ehemaligen Küche mit Kreuzgewölbe. Daneben liegt, durch eine Spätrenaissance-Tür erreichbar, der ehemalige Viehstall, über dessen wuchtiger Balkendecke sich bis zum Fußboden des Obergeschosses ein Zwischenraum befindet, damit die Stallgerüche nicht in die oberen Wohnräume gelangen konnten. Vom Viehstall aus führt eine Treppe in die tief unter dem Hofniveau liegenden Tonnengewölbe des Kellers, in denen sich Brennerei und Brauerei befanden. Der gemauerte Sudpfannenabzug mit seiner charakteristischen Haube ragt noch deutlich über das Walmdach hinaus. Die sonstige Brauereieinrichtung wurde 1961 entfernt.
Am nördlichen Hofrand stand bis 1977 das große, um 1625 erbaute Gerichtsgebäude, dessen großräumige Gewölbekeller ebenfalls als Bierkeller dienten. Im Obergeschoss befand sich der Gerichtssaal mit geschnitzten Holzsäulen und Kopfbändern. Die Decke und die Seitenwände hatten gemalte Füllungen. Ein für den Gerichtsherrn abgeteiltes Zimmer enthielt eine barocke Stuckdecke. Dieses Gebäude musste einer Straßenerweiterung weichen. Eine im südöstlichen Teil des Gutes gegenüber dem Hauptbau gelegene Fachwerkscheune mit Satteldach und Dachreiter mit Zwiebelkuppel fiel 1907 einem Brand zum Opfer und musste abgerissen werden.